# Grön groda
Grön groda (Rana clamitans) är en nordamerikansk grodart i släktet Rana och familjen egentliga grodor. IUCN kategoriserar arten globalt som livskraftig.

## Taxonomi
Denna art överfördes till släktet Lithobates av en grupp forskare 2006. Emellertid visade en annan grupp 2016 att detta orsakade problem med parafyli i andra släkten i samma familj, och vissa forskare har därför rekommenderat att en återgång till Rana bör ske.

## Beskrivning
Den gröna grodans längd varierar från 5 till 9 cm. Stora geografiska variationer finns; speciellt hanarna är mindre i söder än i norr. Hanarna är dessutom generellt något mindre än honorna. Grodan har längsgående åsar på ryggen. 

## Utbredning
Grodan lever i östra USA och sydöstra Kanada. Den har dessutom införts i åtminstone Newfoundland, British Columbia, Washington och Utah.

## Ekologi
Unga grodor håller gärna till i tät snårvegetation, speciellt under fuktig väderlek. Även de äldre grodorna kan återfinnas där, men de föredrar att hålla sig nära sötvattensamlingar, på stränder och liknande lokaler.
Grodan övervintrar i vatten.
Grodorna sitter och lurar på byten, som omfattar olika ryggradslösa djur, maskar, blötdjur, mångfotingar, insekter med mera. Även växtföda, fiskar och andra grodor förtärs. Kannibalism förekommer. Ynglen tar mest alger.

## Fortplantning

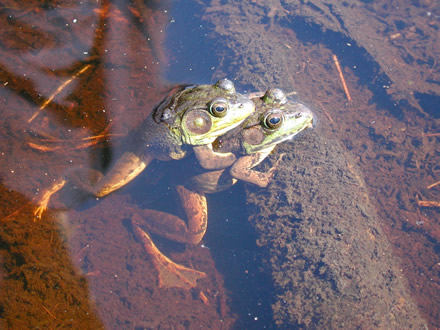
Ett par gröna grodor i amplexus (parningsomfamning). Hanen (överst) griper honan just bakom framfötterna.

Leken äger rum från april-maj till sommaren (tidigt juli i norr, september i söder). Individerna lekar vanligtvis i samma vatten de lever i. Honan lägger mellan 1 000 och 7 000 ägg. Ägg från flera honor samlas ofta i en enda stor äggsamling. Äggen kläcks efter endast några få dagar, medan tiden från yngel till fullbildad groda tar omkring 3 månader. I många lokaler övervintrar ynglen.

## Underarter
Arten delas in i följande underarter:
- L. c. clamitans
- L. c. melanota

## Bildgalleri

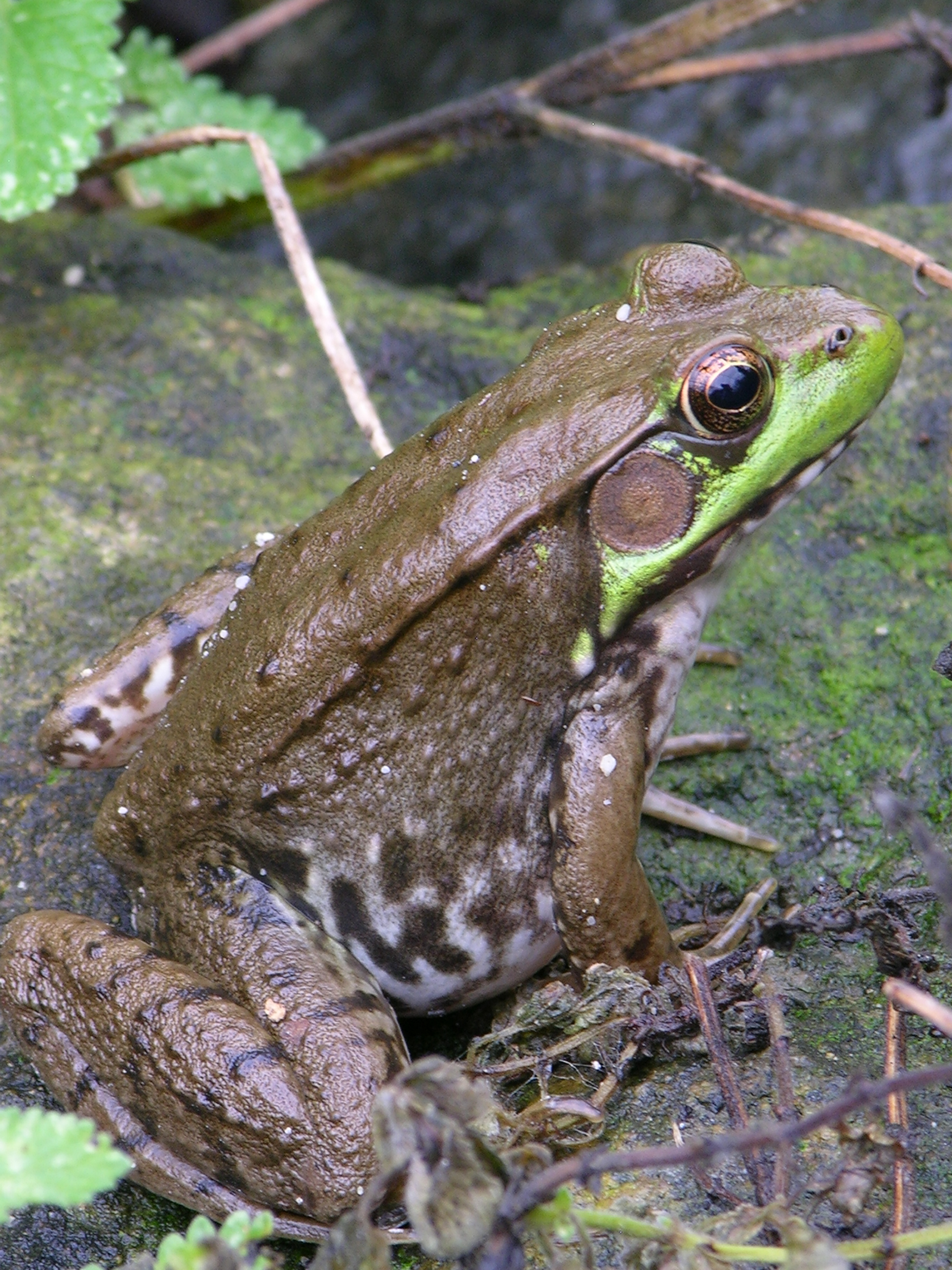
Sidovy
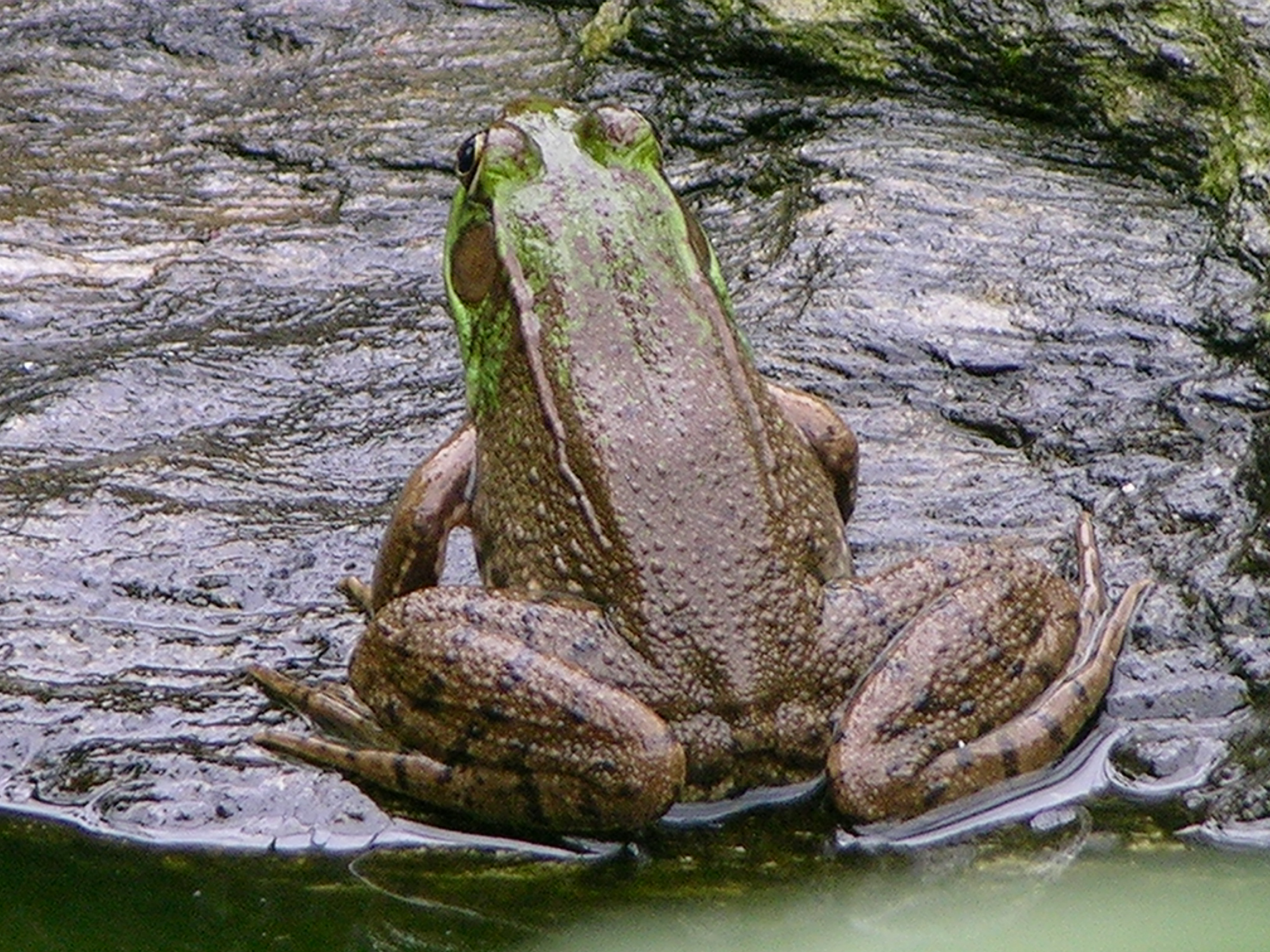
Ryggsidan med längsgående åsar.
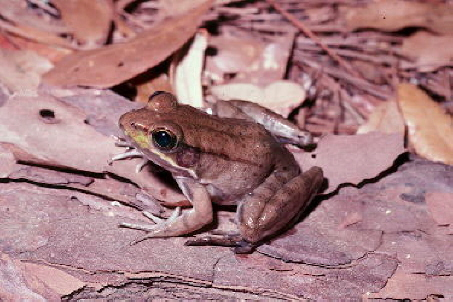
Hona
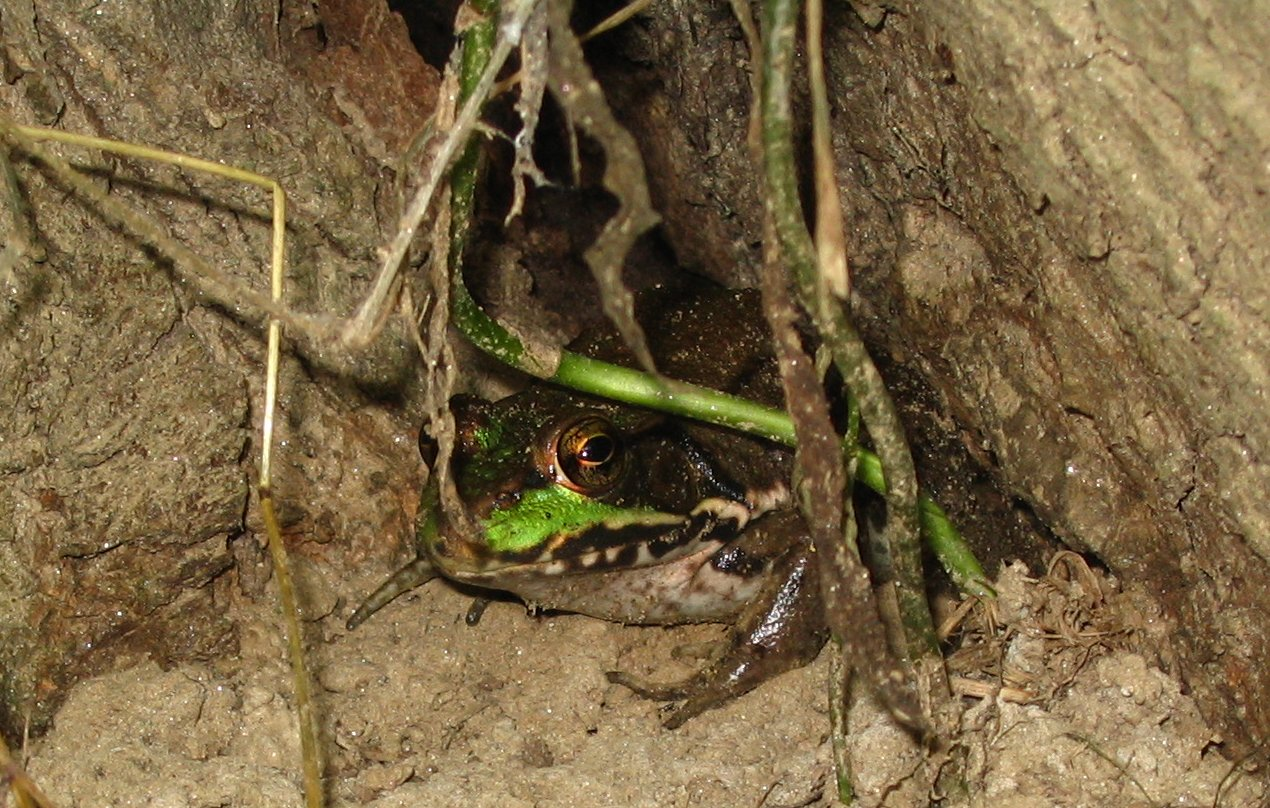
Individ från Maryland